# Los remolcadores de South Beach
Los remolcadores de South Beach fue un programa de telerrealidad estadounidense de recreaciones de los negocios del día a día, que se estrenó el 20 de julio de 2011 en la cadena TruTV. Creado por Jennifer Lopez, el programa está ambientado en Miami Beach, Florida, y un familiar de remolque de negocios se ubica en esta misma ciudad y en South Beach Towing, una compañía de remolque creado por los trabajadores de Tremont en la cuarta temporada.

## Argumento
Las escenas del programa generalmente se centran en el elenco remolcando vehículos y enfrentando diferentes niveles de oposición por parte de los propietarios de los vehículos. South Beach Tow también retrata a Tremont Towing involucrado en varias disputas con una compañía de remolque rival llamada The Finest Towing (que eventualmente se convierte en Goodfellas). The Finest es propiedad del rival de Robert Sr, Larry Diaz, que se muestra que emplea conductores muy corruptos que llegan a robar remolques, lesionar a los conductores de Tremont y una vez poner azúcar en varios de los tanques de gasolina de los camiones de Tremont. Larry también es un hombre impulsado por la ira construido para derrotar a Robert y Tremont Towing. Los conductores de Finest responsables de este último fueron detenidos ante las cámaras, aunque esas escenas formaban parte del guion escénico. Tremont Towing continúa rivalizando con Finest, ahora llamado "Goodfellas" - que ahora es parte de Tremont. Después del final de mitad de temporada de la temporada 3, Pérez convenció a Robbie para que trabajara con él en su propia compañía de remolques, que se llamaba R&P Towing (Robbie & Perez). Robbie finalmente se cansó de que Christie estuviera a cargo de Tremont cuando sintió que debería haber obtenido el ascenso de gerente y ella toma una gran decisión sin él (estaba pensando en vender Tremont a Félix Hernández), por lo que Robbie deja Tremont. Christie finalmente descubrió en el episodio 23 de la temporada 3 (50 sombras de Bernice), que Pérez y Robbie estaban trabajando juntos. Pérez luego bloqueó a todos fuera de Tremont, lo que le dio la oportunidad de robar las órdenes de recompra. En el final de la temporada 3 (Deuces, Tremont), Christie y Pérez planearon una asociación entre R&P y Tremont, que termina siendo el final de Tremont y R&P Towing.
En el segundo episodio de la temporada 4 (Flipping Out), el equipo se mudó a Miami, ubicado en el antiguo lote de Goodfellas, que ahora se llama "South Beach Towing" gracias a que a Kosgrove se le ocurrió el nombre. Mientras tanto, Bernice y su madre, Reva, inician un negocio de camiones de comida a partir de un camión de comida que recuperaron en el final de la temporada 3. En el episodio 13 de la temporada 4 (Jaque mate), Robbie hizo un trato con Pérez para darle una participación del 51% en la empresa para evitar que el patio fuera rezonificado. El espectáculo terminó con un suspenso después de que se difundió la noticia a Christie.

## Episodios
| Temporada | Temporada | Episodios | Episodios | Emitido originalmente    | Emitido originalmente   |
| Temporada | Temporada | Episodios | Episodios | Emitido por primera vez  | última emisión          |
| --------- | --------- | --------- | --------- | ------------------------ | ----------------------- |
|           | 1         | 21        | 21        | 20 de julio de 2011      | 23 de mayo de 2012      |
|           | 2         | 26        | 26        | 19 de septiembre de 2012 | 14 de agosto de 2013    |
|           | 3         | 26        | 26        | 30 de octubre de 2013    | 25 de junio de 2014     |
|           | 4         | 14        | 14        | 10 de septiembre de 2014 | 10 de diciembre de 2014 |

## Temporada 1  (2011–12)
| Nºtotal | No en temporada | Título                       | Fecha de emisión original | Espectadores de EE . UU . (millones) |
| --- | --------------- | ---------------------------- | ------------------------- | ------------------------------------ |
| 1 | 1               | "Un negocio familiar"        | 20 de julio de 2011       | 1.63                                 |
| Christie llama a Animal Rescue para salvar a un perro encerrado en un SUV caliente. |                 |                              |                           |                                      |
| 2 | 2               | "Guerras de remolque"        | 20 de julio de 2011       | 1.57                                 |
| Robbie remolca un auto de alquiler estacionado ilegalmente en medio de la filmación de un video musical, con resultados caóticos. |                 |                              |                           |                                      |
| 3 | 3               | "Caos en el patio"           | 27 de julio de 2011       | 1.50                                 |
| Un Robert Sr. con poco personal vuelve a subirse a la silla para un remolque de rutina, solo para tener un encuentro hostil. |                 |                              |                           |                                      |
| 4 | 4               | "Tregua rota"                | 3 de agosto de 2011       | 1.45                                 |
| Eddie necesita refuerzos cuando intentan detener el remolque de un Lamborghini alquilado. |                 |                              |                           |                                      |
| 5 | 5               | "Día de entrenamiento"       | 10 de agosto de 2011      | 1.43                                 |
| New driver Bernice continues to violate Tremont protocol, forcing a showdown. |                 |                              |                           |                                      |
| 6 | 6               | "Control de la ira"          | 17 de agosto de 2011      | 1.70                                 |
| La nueva conductora Bernice quien antes pertenecía a Finest continúa violando el protocolo de Tremont, forzando un enfrentamiento. |                 |                              |                           |                                      |
| 7 | 7               | "Muay Thai Sorpresa"         | 24 de agosto de 2011      | 1.53                                 |
| Un informe de un estudio de yoga sale mal cuando padre e hijo se enredan con el dueño del vehículo. |                 |                              |                           |                                      |
| 8 | 8               | "Caos del Día de los Caídos" | 31 de agosto de 2011      | 1.39                                 |
| Con Robert en el hospital, los demás deben dirigir la empresa durante el fin de semana de remolque más ajetreado del año. mientras tanto bernice quien había sido despedida por robert sr. acude a tremont para advertirles sobre los planes de Finest para perjudicarlos al final eddie gana la recompensa por la mayor cantidad de remolques realizados. y robert sr. esta a punto de dar un aviso sorpresa. |                 |                              |                           |                                      |
| 9 | 9               | "Dolores de crecimiento"     | 15 de febrero de 2012     | 1.31                                 |
| La mudanza de Tremont era el anuncio sorpresa de robert sr. a una nueva instalación pone a prueba a Robert Sr. y su personal. Mientras tanto Robert Sr. contrata a Perez un nuevo conductor quien no es del agrado de Robbie. Por otra parte Bernice es recontradada. |                 |                              |                           |                                      |
| 10 | 10              | "Sacando la basura"          | 22 de febrero de 2012     | 1.66                                 |
| Robert Jr. baja la guardia al intentar recuperar un Porsche, con consecuencias brutales. |                 |                              |                           |                                      |
| 11 | 11              | "Asalto a Tremont Towing"    | 29 de febrero de 2012     | 1.16                                 |
| El remolque de Pérez de un Chevy personalizado lleva a un grupo de fanáticos del fútbol alborotadores al patio de remolque. |                 |                              |                           |                                      |
| 12 | 12              | "Arena en la cara"           | 7 de marzo de 2012        | 1.51                                 |
| Pérez se enreda con una paciente dental fuera de control.(femenino) |                 |                              |                           |                                      |
| 13 | 13              | "El huracán"                 | 21 de marzo de 2012       | 1.18                                 |
| El remolque de un RV lleva a una pareja excéntrica a instalarse en la sala de espera de Tremont. |                 |                              |                           |                                      |
| 14 | 14              | "Sin licencia para conducir" | 28 de marzo de 2012       | 1.32                                 |
| Eddie es abordado por una chica rica y desagradable con un BMW rosa y un secreto. |                 |                              |                           |                                      |
| 15 | 15              | "Varado"                     | 4 de abril de 2012        | 1.22                                 |
| Robert Sr., Robert Jr. y Pérez se dirigen a los Everglades en un hidrodeslizador. para hacer un embargo de otro hidrodeslizador pero quedan barados cuando les roban su hidrodeslizador. |                 |                              |                           |                                      |
| dieciséis | dieciséis       | "Búsqueda y rescate"         | 18 de abril de 2012       | 0,96                                 |
| Bernice y Jerome viajan a los Everglades para rescatar a sus compañeros de trabajo desaparecidos. |                 |                              |                           |                                      |
| 17 | 17              | "Una Navidad muy Tremont"    | 25 de abril de 2012       | 1.09                                 |
| Un regalo misterioso causa estragos en el equipo de Tremont. mientras tanto robbie decide embargar por si solo un traverse pero para su mala suerte los dueños del traverse se roban el camión de remolques lo cual ocasiona su despido de tremont. |                 |                              |                           |                                      |
| 18 | 18              | "La casa del perro"          | 2 de mayo de 2012         | 1.36                                 |
| Bernice remolca un automóvil que pertenece a un hombre en arresto domiciliario, lo que lleva a una confrontación que pone en peligro la vida. Mientras tanto eddie propone a Robbie ir con un cliente para renovar su contrato con la empresa pero se llevan una sorpresa. al ver a Perez junto con Larry Diaz                                                                                                 |                 |                              |                           |                                      |
| 19 | 19              | "Dinero todo el día"         | 9 de mayo de 2012         | 1.53                                 |
| Bernice se venga de Pérez durante un repositorio en un taller de automóviles personalizado. mientras tanto Robbie y Eddie le confirmar a Robert sr. lo acontecido con Perez por lo que este decide confrontrarlo sobre el hecho de robarle clientes y trabajar con tu rival comercial desatandose una pelea al final cristie se va con Pérez para trabajar en good fellas                                      |                 |                              |                           |                                      |
| 20 | 20              | "Problemas en Tremont"       | 16 de mayo de 2012        | 1.35                                 |
| A raíz de la partida de Christie, un abrumado Robert Sr. pierde el control del patio y un grupo de dueños de vehículos enojados escapan con sus autos. por lo que envia a robbie para traer a cristie de regreso. |                 |                              |                           |                                      |
| 21 | 21              | "Buenos muchachos"           | 23 de mayo de 2012        | 1.41                                 |
| Los esfuerzos de Robbie por llevar a Christie de vuelta a Tremont se ven frustrados por un ataque explosivo. finalmente cristie dedide volver a tremont. sin embargo durante la celebración de cumpleaños de robbie Larry Diaz acompañado de Perez decide hacerle una propuesta a Robert Sr. de comprarle la empresa.                                                                                          |                 |                              |                           |                                      |

## Temporada 2 (2012-13)
| Nºtotal | No en temporada | Título                         | Fecha de emisión original | Espectadores de EE . UU . (millones) |
| --- | --------------- | ------------------------------ | ------------------------- | ------------------------------------ |
| 22 | 1               | "Bernice aparece"              | 19 de septiembre de 2012  | 1.62                                 |
| Cuando Robbie y Bernice irrumpen en una jornada de puertas abiertas para recuperar el Maserati del agente inmobiliario, una lucha junto al mar termina en un gran chapoteo. Posteriormente se descubre que debido al traslado de sede de la empresa robert sr. solicitó un préstamo a Larry Diaz poniendo de garantia a tremont en caso de no pagar.                                       |                 |                                |                           |                                      |
| 23 | 2               | "El calentador esta encendido" | 26 de septiembre de 2012  | 1.33                                 |
| Cuando Robbie y Bernice esperan sacar provecho de un embargo fácil, una madre furiosa pone obstáculos a sus planes. Mientras está asignado a un remolque en el estacionamiento de un restaurante de sushi, Eddie se pierde seriamente en la traducción. |                 |                                |                           |                                      |
| 24 | 3               | "Apagar las luces"             | 3 de octubre de 2012      | 1.11                                 |
| Bernice intenta remolcar la furgoneta del electricista que ha venido a arreglar el corte de luz de Tremont. |                 |                                |                           |                                      |
| 25 | 4               | "No es país para Pérez"        | 10 de octubre de 2012     | 1.52                                 |
| Pérez es recontratado. debido a que larry se enteró de que Pérez ayudo a Cristie a solucionar el problema de corte de luz Eddie y Bernice interrumpen una sesión de video que sacude el trasero. |                 |                                |                           |                                      |
| 26 | 5               | "Implacable"                   | 17 de octubre de 2012     | 1.64                                 |
| Los turistas del Medio Oeste cruzan Bernice. Pérez maneja un poser de club kid. |                 |                                |                           |                                      |
| 27 | 6               | "¿Qué pasa con Christie?"      | 24 de octubre de 2012     | 1.83                                 |
| Una remolcador rival intenta apoderarse del embargo de Robbie, pero la confrontación pronto toma un giro extraño. |                 |                                |                           |                                      |
| 28 | 7               | "El último en saber"           | 31 de octubre de 2012     | 1.44                                 |
| Jerome hace una buena obra por los ancianos descontentos. mientras tanto cristie anuncia que esta embarazada |                 |                                |                           |                                      |
| 29 | 8               | "Dalia Negra"                  | 7 de noviembre de 2012    | 1.43                                 |
| Christie debe lidiar con una nueva y hermosa despachadora que confunde las cosas en Tremont. |                 |                                |                           |                                      |
| 30 | 9               | "La inspección"                | 14 de noviembre de 2012   | 1.67                                 |
| Una inspección sorpresa pone en peligro la supervivencia de Tremont. |                 |                                |                           |                                      |
| 31 | 10              | "Gólpealo y déjalo"            | 21 de noviembre de 2012   | 1.39                                 |
| Christie busca un nuevo despachador para así poder cubrir su turno por otra parte. bernice propone a su madre para que trabaje en tremont. |                 |                                |                           |                                      |
| 32 | 11              | "Nubes de tormenta"            | 28 de noviembre de 2012   | 1.63                                 |
| Con el préstamo de Larry vencido en diez días, la noticia de una tormenta tropical inminente hace que el equipo de Tremont entre en pánico. |                 |                                |                           |                                      |
| 33 | 12              | "Bajar remolcando"             | 5 de diciembre de 2012    | 1.73                                 |
| Robbie recibe un disparo con un tranquilizante de un domador de serpientes, las cosas se complican cuando se enteran de que la camioneta que embargo robbie estaba llena de serpientes y todas se escaparon. |                 |                                |                           |                                      |
| 34 | 13              | "Serpientes en el patio"       | 12 de diciembre de 2012   | 1.54                                 |
| Es el día del juicio para Tremont, Robert Sr. sigue desaparecido y Robbie no tiene dinero para pagar el préstamo de Larry. Al final Robert Sr. reaparece pagando a tiempo el préstamo de Larry y así mismo comprando good fellas logrando derrotar a Larry finalmente. |                 |                                |                           |                                      |
| 35 | 14              | "¿Quién es el jefe?"           | 15 de mayo de 2013        | 1.43                                 |
| Mientras Christie se acerca rápidamente a la maternidad, Robert reflexiona sobre una decisión de retirarse que podría tener un gran impacto en el negocio y su familia. por lo cual deberá elegir a su sucesor entre los cuales sus candidatos son Robbie y Pérez. Mientras tanto, el informe de un estilista competitivo conduce a una oportunidad sorpresa de hacer dinero para Bernice. |                 |                                |                           |                                      |
| 36 | 15              | "Ejecutar estas calles"        | 22 de mayo de 2013        | 1.42                                 |
| Mientras los Ashenoff se reúnen en el hospital para celebrar su nueva incorporación, Christie toma una decisión inesperada sobre su futuro en la empresa. Mientras tanto, el nuevo despachador se desmorona a medida que las cosas se salen de control en la oficina, justo cuando llega un viejo enemigo más grande que la vida que podría causarle un gran problema a Tremont.           |                 |                                |                           |                                      |
| 37 | dieciséis       | "Carga ancha"                  | 29 de mayo de 2013        | 1.21                                 |
| Después de descubrir un secreto impactante sobre Bernice, el empleado novato Dave Kosgrove se encuentra accidentalmente en una posición comprometida en el lote de remolque, dejando la oficina de despacho en la estacada. Además, Bernice se encuentra en la guardería en contra de su voluntad.                                                                                         |                 |                                |                           |                                      |
| 38 | 17              | "Posiciones comprometidas"     | 5 de junio de 2013        | 1.60                                 |
| Bernice se apresura a prepararse para su examen de licencia de remolque. Mientras tanto, Jerome es abandonado cuando su prometida se entera de su pasado como mujeriego. Y la falta de cooperación de Robbie y Pérez da como resultado un rembargo enormemente desastroso. |                 |                                |                           |                                      |
| 39 | 18              | "Por amor o J-Money"           | 12 de junio de 2013       | 1.31                                 |
| Jerome, recientemente abandonado, hace una jugada poco convencional para el corazón de su exnovia natasha , lo que genera problemas en Tremont. |                 |                                |                           |                                      |
| 40 | 19              | "Los suegros"                  | 19 de junio de 2013       | 1.57                                 |
| Jerome tiene una primera reunión menos que ideal con sus futuros suegros. |                 |                                |                           |                                      |
| 41 | 20              | "Todo el mundo odia a Tremont" | 26 de junio de 2013       | 1.53                                 |
| Tremont es golpeado por una misteriosa ola de odio público que tiene a Eddie atrapado en el fuego cruzado. Una peligrosa fuga de monóxido de carbono obliga a Tremont a realizar nuevas excavaciones menos que glamorosas. |                 |                                |                           |                                      |
| 42 | 21              | "Grande y hermoso"             | 10 de julio de 2013       | 1.38                                 |
| A raíz del escándalo del video viral de Tremont y la suspensión de Robbie (esto pasó debido a que olvidó pagar el seguro de la empresa), Pérez asume el control de la empresa. |                 |                                |                           |                                      |
| 43 | 22              | "Golpes en la noche"           | 17 de julio de 2013       | 1,75                                 |
| Cuando Pérez contrata a un viejo amigo para reemplazar a Eddie, el nuevo conductor de Tremont viola una regla importante de remolque. |                 |                                |                           |                                      |
| 44 | 23              | "Tremont sobre ruedas"         | 24 de julio de 2013       | 1.48                                 |
| Una peligrosa fuga de monóxido de carbono obliga a Tremont a realizar sus operaciones dentro de un casa rodante. |                 |                                |                           |                                      |
| 45 | 24              | "Kosgrove se pone Krunk"       | 31 de julio de 2013       | 1.66                                 |
| Cuando el pasado de Jerome regresa para atormentarlo, sus nupcias pendientes se detienen en seco. por el supuesto embarazo de natasha. |                 |                                |                           |                                      |
| 46 | 25              | "La elección de Christie"      | 7 de agosto de 2013       | 1.80                                 |
| Robbie y Pérez luchan por el control de Tremont, con su destino en manos de Christie. |                 |                                |                           |                                      |
| 47 | 26              | "Una boda de Tremont"          | 14 de agosto de 2013      | 1.51                                 |
| Los planes de boda de Jerome son saboteados, lo que pone en peligro su relación. Bernice les regala $5.000 dólares para que se casen en las Bahamas. finalmente tomada su decisión robert sr. designa a cristie como la nueva gerente general de tremont. |                 |                                |                           |                                      |

## Temporada 3 (2013–14)
| Nºtotal | No en temporada | Título                      | Fecha de emisión original | Espectadores de EE . UU . (millones) |
| --- | --------------- | --------------------------- | ------------------------- | ------------------------------------ |
| 48 | 1               | "Tremont fue servido"       | 30 de octubre de 2013     | 0,85                                 |
| Tres semanas después de su ascenso a Gerente General, Christie enfrenta la mayor crisis de Tremont hasta el momento. por lo cual aun Robbie y Perez manifiestan su descontento |                 |                             |                           |                                      |
| 49 | 2               | "Calor enjaulado"           | 6 de noviembre de 2013    | 0,78                                 |
| Con solo 72 horas para el desalojo de Tremont, Christie lucha por recaudar los fondos para trasladar la empresa a unas nuevas instalaciones. |                 |                             |                           |                                      |
| 50 | 3               | "Bernice se cae"            | 13 de noviembre de 2013   | 1.28                                 |
| En la víspera del desalojo de Tremont, Bernice sufre una lesión impactante y Eddie tiene una oficina que explota, lo que lleva a Christie a tomar una decisión crítica sobre el futuro de la compañía. Mientras tanto, Kosgrove se traga accidentalmente el anillo de bodas de Jerome. |                 |                             |                           |                                      |
| 51 | 4               | "Aquí gatito"               | 20 de noviembre de 2013   | 1.11                                 |
| Abrumada por la mudanza de Tremont a un nuevo patio de remolque, Christie considera ascender a un conductor a Asistente del Gerente. |                 |                             |                           |                                      |
| 52 | 5               | "Batalla de baile de Dave"  | 27 de noviembre de 2013   | 1.07                                 |
| Después de aprender a Prancercise, Kosgrove pone a prueba sus nuevas habilidades durante un embargo con Bernice. |                 |                             |                           |                                      |
| 53 | 6               | "La venganza de Bernice"    | 4 de diciembre de 2013    | 1.28                                 |
| Después de una confrontación con un par de desagradables recién casados, Bernice arrastra a sus involuntarios compañeros de trabajo en un vengativo viaje por carretera hasta Key West.                                                                                                |                 |                             |                           |                                      |
| 54 | 7               | "El viaje increíble"        | 11 de diciembre de 2013   | 1.10                                 |
| Atrapados en Cayo Hueso, Bernice y su equipo se apresuran a localizar su grúa perdida con la ira de Christie y Wanda acechando sobre sus cabezas. |                 |                             |                           |                                      |
| 55 | 8               | "compañeros de cuarto"      | 18 de diciembre de 2013   | 1.39                                 |
| Después de que Wanda lo echa, Jerome se muda con Bernice y su madre. |                 |                             |                           |                                      |
| 56 | 9               | "Bernice desatada"          | 25 de diciembre de 2013   | N / A                                |
| Mientras Christie asiste a una convención de remolques en Baltimore, Bernice lucha por mantener el orden en Tremont. |                 |                             |                           |                                      |
| 57 | 10              | "Casanova Kosgrove"         | 1 de enero de 2014        | 1.46                                 |
| Kosgrove recurre a Jerome y Bernice en busca de consejos sobre citas con consecuencias desastrosas. |                 |                             |                           |                                      |
| 58 | 11              | "Touchy-Feely"              | 8 de enero de 2014        | 1.43                                 |
| Tremont amenaza con colapsar cuando Christie descubre los secretos de sus empleados con consecuencias explosivas. |                 |                             |                           |                                      |
| 59 | 12              | "Desastre de la moda"       | 15 de enero de 2014       | 1.05                                 |
| El acosadora de Jerome natasha regresa para causar estragos en el desfile de modas de Wanda. |                 |                             |                           |                                      |
| 60 | 13              | "La lucha es real"          | 22 de enero de 2014       | 1.17                                 |
| Kosgrove descubre la verdadera identidad de su romance en Internet. |                 |                             |                           |                                      |
| 61 | 14              | "Planta de cara"            | 26 de marzo de 2014       | 0,91                                 |
| Bernice confronta a Christie sobre una propuesta de compra de Tremont, mientras que Robbie y Pérez descubren que su negocio secundario no es para los débiles de corazón. |                 |                             |                           |                                      |
| 62 | 15              | "Cambiador de juego"        | 2 de abril de 2014        | 0,95                                 |
| Jerome y Bernice se aventuran en los Everglades para rescatar a Kosgrove. |                 |                             |                           |                                      |
| 63 | dieciséis       | "Pequeño hombre, gran culo" | 8 de abril de 2014        | 1.00                                 |
| Bernice le da al nuevo conductor de Tremont, Davy, un tutorial de remolque. |                 |                             |                           |                                      |
| 64 | 17              | "Toma el dinero"            | 16 de abril de 2014       | 1.09                                 |
| Pérez le ofrece a Robbie un préstamo para arreglar las cosas con Christie. Eddie regresa a Tremont en nuevos términos. |                 |                             |                           |                                      |
| 65 | 18              | "Espanglish"                | 29 de abril de 2014       | 0,83                                 |
| Christie enfrenta las repercusiones de rechazar la oferta de Felix. Bernice secuestra una prueba de manejo. |                 |                             |                           |                                      |
| 66 | 19              | "Creepin"                   | 7 de mayo de 2014         | 0,84                                 |
| Bernice y Davy intentan recuperar un yate escurridizo. |                 |                             |                           |                                      |
| 67 | 20              | "Hundirse o nadar"          | 14 de mayo de 2014        | N / A                                |
| Jerome y Davy se encuentran con un autobús de fiesta averiado, Robbie recupera un Corvette y se encuentra cara a cara con un rociador de pintura y Bernice llega a nuevos extremos para recuperar un yate.                                                                             |                 |                             |                           |                                      |
| 68 | 21              | "Adiós Kosgrove"            | 21 de mayo de 2014        | 0,90                                 |
| La pandilla de Tremont se reúne para despedirse de un Kosgrove con destino a Venezuela. |                 |                             |                           |                                      |
| 69 | 22              | "Cita misteriosa"           | 28 de mayo de 2014        | 1.26                                 |
| Christie revela el secreto del negocio paralelo de Pérez. Mientras tanto, Bernice descubre la identidad de su admirador secreto. |                 |                             |                           |                                      |
| 70 | 23              | "50 sombras de Berenice"    | 4 de junio de 2014        | N / A                                |
| Bernice usa su atractivo sexual para obtener un embargo de mucho dinero. |                 |                             |                           |                                      |
| 71 | 24              | "Pérez contraataca"         | 11 de junio de 2014       | N / A                                |
| Pérez presenta una queja de consumidor contra Tremont, lo que provocó una inspección sorpresa del archienemigo de Kosgrove. |                 |                             |                           |                                      |
| 72 | 25              | "En el piso"                | 18 de junio de 2014       | N / A                                |
| Tremont se desmorona tras fallar la inspección del condado. |                 |                             |                           |                                      |
| 73 | 26              | "Diablos, Tremont"          | 25 de junio de 2014       | N / A                                |
| Mientras Tremont y R&P se desmoronan, Christie toma una decisión impactante. |                 |                             |                           |                                      |

## Temporada 4  (2014)
| N.ºtotal | No en temporada | Título                            | Fecha de emisión original | Espectadores de EE . UU . (millones) |
| --- | --------------- | --------------------------------- | ------------------------- | ------------------------------------ |
| 74 | 1               | "Remolque del Apocalipsis"        | 10 de septiembre de 2014  | 1.62                                 |
| El remolque de Bernice comienza bien, pero se vuelve complicado muy rápido, y luego ella y su madre tienen que ofertar por un camión de comida o se mudarán a Detroit.                 |                 |                                   |                           |                                      |
| 75 | 2               | "Flipando"                        | 17 de septiembre de 2014  | 1.62                                 |
| Mientras Christie y Pérez se esfuerzan por encontrar un nuevo garaje, Eddie y Davy están atrapados en las calles con un auto de $ 600,000 en el gancho                                 |                 |                                   |                           |                                      |
| 76 | 3               | "La leyenda del mono del pantano" | 24 de septiembre de 2014  | 1.62                                 |
| Ansioso por ganar dinero rápido, Pérez obliga a Kosgrove a hacerse pasar por una bestia mítica del pantano, con consecuencias desastrosas.                                             |                 |                                   |                           |                                      |
| 77 | 4               | "Tirando del enchufe"             | 1 de octubre de 2014      | N / A                                |
| El experimento del camión de comida de Bernice y Reva tiene un comienzo difícil después de una noche de estreno desastrosa cuando Bernice intenta (y falla) en el servicio al cliente. |                 |                                   |                           |                                      |
| 78 | 5               | "Un sabor de Berenice"            | 8 de octubre de 2014      | N / A                                |
| Bernice se ve obligada a organizar una cena maratónica para el inspector Santiago. |                 |                                   |                           |                                      |
| 79 | 6               | "Poder maximo"                    | 15 de octubre de 2014     | N / A                                |
| Bernice considera una oferta poco ética para mejorar su camión de comida. |                 |                                   |                           |                                      |
| 80 | 7               | "Terapia familiar"                | 22 de octubre de 2014     | N / A                                |
| Eddie se enfrenta a un campesino sureño que odia la naturaleza, y Kosgrove tiene un encuentro con una mofeta.                                                                          |                 |                                   |                           |                                      |
| 81 | 8               | "Astilleros del Terror"           | 29 de octubre de 2014     | N / A                                |
| Bernice, Jerome y Reva exploran un hospital embrujado. |                 |                                   |                           |                                      |
| 82 | 9               | "El cliente siempre se equivoca"  | 5 de noviembre de 2014    | N / A                                |
| La gran inauguración de "Hood Tacos" trae el caos a Miami cuando Bernice prueba su mano, y su puño, en el "servicio al cliente".                                                       |                 |                                   |                           |                                      |
| 83 | 10              | "Locamente enamorado"             | 12 de noviembre de 2014   | N / A                                |
| El acosadora de Jerome recupera su memoria con consecuencias electrizantes |                 |                                   |                           |                                      |
| 84 | 11              | "Playa Sur Glo"                   | 19 de noviembre de 2014   | N / A                                |
| Después de que remolcan su automóvil, la sensación de YouTube GloZell Green trabaja en un turno en la oficina de despacho, con resultados desastrosos                                  |                 |                                   |                           |                                      |
| 85 | 12              | "Dolor y ganancia"                | 26 de noviembre de 2014   | N / A                                |
| Davy participa en una competencia de culturismo amateur, con resultados humillantes.                                                                                                   |                 |                                   |                           |                                      |
| 86 | 13              | "Mate"                            | 3 de diciembre de 2014    | N / A                                |
| Pérez manipula a Robbie para que le entregue el control de la empresa. |                 |                                   |                           |                                      |
| 87 | 14              | "Los 20 mejores de Bernice"       | 10 de diciembre de 2014   | N / A                                |
| se repasan los 20 mejores momentos de bernice en tremont |                 |                                   |                           |                                      |

## Comparación con Operación rescate
- En ambas series, los protagonistas graban el primer episodio desde el primer trimestre del 2005 y el primer semestre del 2011, respectivamente.
- En ambos programas Matt y Eddie del Busto son conductores a los que les gusta embargar autos, pero insultan a los demás y los llevan a la cárcel.
- En las dos series los protagonistas que son doblados al español en Argentina, siendo el primer sudamericano donde interpretan sus voces dicen groserías.
- En un episodio de ambas series, los protagonistas les embargan las dos versiones del Toyota Yaris durante los primeros meses de retraso sin pagar las cuotas, Matt la versión hatchback al hombre que venía disfrazado de pollo y Jerome el Yaris Sedán a la muchacha del vestido azul, y al iniciarse la pelea desde el principio, el cliente al que le embargaron el auto le empapa el vestido a cada una de sus amigas y al llamar a su casa, nadie les cree lo que les sucedió.
- En ambas series hay un capítulo en el que los protagonistas insultan a las personas después de embargarles los autos y pelear con ellos.
- En un episodio de Operación rescate y Los remolcadores de South Beach llegan personas a su trabajo para grabar algo.
- En ambas series roban uno de los autos que dañan justo antes de chocar con otros vehículos por accidente (los pandilleros que se suben a la camioneta de Bernice una Mercedes-Benz contra una Ford y Sonia y Ronnie un Chevrolet Impala contra la Dodge Journey).
- En ambas series Bernice y Pérez graban una película de terror y Sonia un documental.
- En ambas series una de las personajes terminan enojándose con cada uno de sus amigos, Bernice con Pérez y Sonia con Froy por lo sucedido acerca del accidente de su remolque y el de la camioneta Dodge Journey.
- En un episodio Frankie y Robie consiguieron empleo y en ese mismo episodio fueron despedidos. Robbie en Tremont (asumiendo un error que Eddie cometió y a Bernice le dolió despedirlo) y Frankie en la ciudad de Los Ángeles (fue despedido por destruir el semi y dañar la camioneta).
- En Operación rescate y Los remolcadores de South Beach, Bernice, Pérez y Dave buscan autos en las calles de San Francisco y en Los remolcadores de South Beach les embargan los autos que se encuentran en Miami.
- En Los remolcadores de South Beach cuando llegan al taller, Bernice les advierte a Jerome y a sus amigos que había un ladrón que quería atacarlos para quitarles la camioneta, pero llamaron a la policía sucediendo lo mismo en Operación rescate cuando Froy quería ir a embargarle a un ingeniero el Toyota Camry 1995 (aunque Robert Jr. les cuenta a sus amigos que vinieron unos ladrones a romperles los camiones).
- En un episodio de ambas series, Jerome y Sonia les roban los botes y las lanchas.
- En un episodio de ambas series los protagonistas llegan a las fiestas de despedida donde les roban el auto y la camioneta.
- En un episodio de ambas series, les roban los Chevrolet Camaro y Corvette.
- En un episodio de ambas series, los protagonistas les roban las dos versiones del Toyota Yaris: el Yaris Hatchback y el Yaris Sedán.
- En ambos programas los personajes principales se pelean y luego tienen recuerdos de lo malo y de lo bueno de su vida.
- Tanto Larry como Matt toman el auto del hombre que viene disfrazado de pollo y el dinero que llevan en la bolsa.
- En ambas series los protagonistas descubren que sus dos empresas de embargo están de punto de cerrar sus puertas durante las distintas ocasiones: la primera antes de que Christie vea nacer a su hijo y la otra antes de que Sonia, Matt, Froy y Ronnie terminen en prisión sin poder acudir al juicio.
- En ambos programas aparecen los dos Frankies. En Operación Rescate, Frankie, el integrante del exequipo de Matt y Froy; y en Los remolcadores de South Beach, el conductor del mismo nombre.
- En un episodio de ambas series, los protagonistas viven con Matt y Eddie; cuya situación cambia ya que Luis se retira del equipo en la 6 temporada mientras que Eddie continúa trabajando con Gilbert; Bernice aparece por primera vez en la tercera temporada de la serie pero luego en Operación Rescate Roberto abandona a su primo Lou.
- En ambas series los protagonistas van a la playa donde les roban los autos y al llamar a su casa, en un principio, nadie les cree lo que les sucedió.
- En un episodio de ambas series Eddie llega al estacionamiento de un restaurante donde se le quedó atorada a Michael la camioneta que se le atoró y se encuentra con las personas que vienen de la iglesia rogándole que la libere ya que en un episodio de Operación Rescate Luis y Sonia le embargaban al hombre el camión de aguas negras y en un episodio de Los remolcadores de South Beach todos insultan a Carlos Jr. diciéndole que no le gustó que le llamaran cerdo.
- En uno de los episodios finales tanto de Los remolcadores de South Beach como de Operación rescate, vienen a recordar las escenas y momentos felices de los episodios pasados (Matt la escena de cuando empezó a embargar su primer auto y Bernice la de cuando acompañó a sus amigos a remolcar sus primeros vehículos) y ambos intentan recordar los momentos felices de las temporadas pasadas.
- Tanto en la serie "Los remolcadores de South Beach" como "Operación rescate", en un episodio les roban las motocicletas.
- En ambos programas aparecen sus respectivos logotipos.
- Las Ciudades en Operación rescate como en Los remolcadores de South Beach la ciudad de Jerrome, Robert y Eddie es Miami y la ciudad de Matt, Froy y Luis es Los Ángeles.

## Producción
La producción de la serie empezó a grabarse el 24 de enero de 2011 y finalizaron el 18 de julio de 2014 con 21 episodios para la primera temporada, 26 para la segunda y tercera y 14 para la cuarta. La producción de la cuarta y última temporada de la serie fue grabada el 30 de diciembre de 2013 y terminó de grabarse el 18 de julio de 2014. En total, habían sido emitidos 87 episodios.
Lakatriona Brunson trabaja como conductora y subgerente a partir de la tercera temporada. Nikki apareció en el final de la temporada, le robó a Pérez su depósito bancario y comenzó como conductora en la estación 4 para pagarle y regresarle el dinero que le arrebató.
La serie fue cancelada en los Estados Unidos, y la estación 5 no saldrá al aire.

## Transmisiones internacionales
En Estados Unidos la serie se estrenó en el canal TruTV el 20 de julio de 2011 y terminó el 10 de diciembre de 2014. El espectáculo concluyó con el episodio 14 de la cuarta temporada (El Top 20 de Bernice). En Latinoamérica, se estrenó en ese mismo canal el 17 de octubre de 2011 y finalizó el 13 de febrero de 2015, poniéndole fin a 3 años de transmisiones.
En Italia, la serie se estrenó en DMAX el 14 de marzo de 2011 y terminó el 10 de agosto de 2016 dando fin a más de 5 años de transmisiones.
En Australia, la serie se estrenó en GO! el 1 de septiembre de 2015.
- Datos: Q7566283